# Agriphila hungaricus
Agriphila hungaricus is een vlinder uit de familie grasmotten (Crambidae). De wetenschappelijke naam is voor het eerst geldig gepubliceerd in 1909 door A. Schmidt.
De soort komt voor in Europa.